# Meoneurites enigmatica

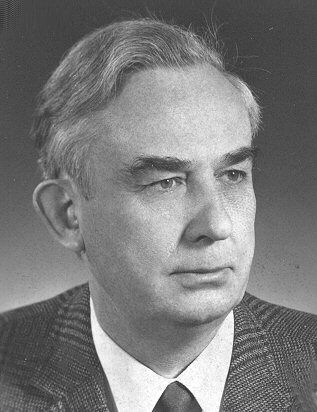
Вид Meoneurites enigmatica был открыт и описан Вилли Хеннигом, основателем кладистики

Meoneurites enigmatica  (лат.) — ископаемый вид двукрылых насекомых из семейства Carnidae, единственный в составе монотипического рода Meoneurites. Эоцен. Европа, Балтийский янтарь (около 40 млн лет).

## Описание
Мелкие мухи, длина около 2 мм. Лоб с одной передней и 3 задними орбитальными щетинками. Глаза округлые. Усики разделены вдоль средней линии широким медиальным килем. Жилки R4+5 и M1 не сближаются; костальный сектор между жилками R2+3 и R4+5 короче, чем сектор между R4+5 и M. Вымерший род Meoneurites образует общую кладу с родом Neomeoneurites, а вместе они являются сестринской группой к кладе из Enigmocarnus и группы современных таксонов Meoneura+Carnus собразуют сестринскую группу к роду Hemeromyia. Род был впервые выделен в 1965 году немецким диптерологом Вилли Хеннигом (W. Hennig; 1913—1976).